# السعدية (إب)

تعديل مصدري - تعديل

السعدية هي إحدى قرى عزلة الحوج القبلي بمديرية إب التابعة لمحافظة إب، بلغ تعداد سكانها 564 نسمة حسب تعداد اليمن لعام 2004.